# Страсть (фильм, 1969)
«Страсть» или «Страсть Анны» (швед. En Passion) — кинофильм шведского режиссёра Ингмара Бергмана, снятый в 1969 году, который был удостоен награды за лучшую режиссуру на церемонии награждения Национального общества кинокритиков 1970 года.
Особенностью фильма является использование небольших «интервью» актёров, в которых они рассказывают о своём видении исполняемых ролей и отношении к своим героям.

## Сюжет
После развода Андреас Винкельман живёт затворником в своём сельском доме. Однажды утром он знакомится с Анной Фромм, которая пользуется тростью — результат аварии, при которой она выжила, но потеряла мужа и сына. Анна, на протяжении всего фильма, вспоминает о временах, когда она жила с мужем и сыном, как о самом лучшем периоде в её жизни. Она сильно любила своего мужа (которого также зовут Андреасом) и простила ему измену, которую он когда-то совершил. Она просит Винкельмана позвонить с его телефона и после разговора уходит, забыв сумочку. Андреас находит её письмо от мужа, в котором говорится, что их семейная жизнь не была такой радужной и, что он, незадолго до своей смерти, был полон решимости развестись с ней. Вечером  Андреас знакомится с семейной парой Элисом и Эвой Вергерус (близкие друзья Анны). Элис — фотограф-любитель, который строит свою работу на эмоциях и часто фотографирует своих знакомых. Эва чувствует, что Элис устал от неё и отстраняется. Оба супруга страдают бессонницей. Эва начинает навещать Андреаса и иногда вступает с ним в сексуальную связь. 
Одновременно с основным сюжетом, переплетаясь, ведётся сюжетная линия неизвестного убийцы животных, который режет весь скот у местных фермеров. Однажды маньяк вешает щенка, которого спасает Андреас, а после он дарит его Эве. Вскоре главным подозреваемым становится знакомый Андреаса — отшельник Йохан Андерсон. Из-за ложных обвинений местные жители избивают и унижают Йохана, вскоре он присылает письмо Андреасу, где пишет о своей невиновности, а после совершает самоубийство. 
Андреас и Анна начинают жить вместе, хоть их отношения не страстные, но они относительно довольны. Но спустя годы их отношения становятся все более напряжёнными. Однажды Анне снится кошмарный сон, в котором она на лодке доплывает на странный и неизвестный берег, где все люди начинают сторониться её, после она видит трупы своего сына и мужа. У Андреаса и Анны часто случаются ссоры и истерики: Андреас упрекает Анну в притворстве и лицемерии. Во время рубки дров Анна говорит Андреасу, что презирает его и что хочет от него уйти, в порыве гнева Андреас, промахнувшись, пытается ударить её топором. После Андреас видит пожарную машину, которая направляется к местному фермеру: неизвестный убийца облил животных и амбар бензином и поджёг. Проезжая на машине, Андреас предлагает Анне расстаться, так как понимает, что их отношения уходят в никуда и он хочет опять быть одиноким. После признаётся о прочитанном письме, он упрекает Анну во лжи о счастливой семейной жизни и вскоре он понимает, что Анна на самом деле подстроила автокатастрофу, пытаясь совершить самоубийство вместе со своей семьёй. Анна снова пытается совершить аварию, но её останавливает Андреас и требует от молчавшей всю дорогу Анны что-либо сказать, она лишь произносит «я пришла просить прощения», после он выходит из машины. Анна уезжает, а Андреас идёт по дороге взад-вперёд.

## Интервью актеров
- Макс фон Сюдов об Андреасе:

У него трудный характер... ...он пытается спрятаться, отгородиться от мира. Распавшийся брак, проблема с законом — все это... просто... вынудило его... спрятаться от мира и жить в одиночестве. Он старается совсем ничем не выделяться и незаметным образом, его убежище превратилось ... в его же тюрьму. Главная трудность для актера состоит в том, ...чтобы передать отсутствие всякого выражения себя. 
- Лив Ульман об Анне:Мне нравится в Анне стремление к правде. Я понимаю почему ей нужно, чтобы мир был таким, а не другим. Но эта ее потребность, жажда правды, таит в себе опасность. И когда она понимает, что вокруг все не так, как ей хотелось бы, когда она не получает ответа, который ей нужен, она вынуждена лгать и притворяться. Честным быть очень трудно,...  потому что ты ждешь, чтобы и с тобой другие вели себя также.
- Биби Андерсон об ЭвеМне кажется, Эва не может смириться с тем, ... что у неё нет собственной личности. Она такая, какой её хотят видеть другие. Она не в ладу с собой и не ценит себя. Боюсь, она может покончить с собой. Самоубийство ничего не решает. Это акт эгоизма. Надеюсь, что её спасут. Надеюсь, что когда она очнётся... ...она что-то поймёт. Что-то, что освободит её, ... поможет ей посмотреть на себя с любовью... и без содрогания. Может быть, она станет учителем, ... будет учить глухонемых, ... потому что глухонемые живут в ещё большей изоляции,... чем она. Может быть, она почувствует себя свободной... ... от проклятия.
- Эрланд Юзефсон об ЭлисеМне кажется Элис считает лицемерием ужасаться человеческой глупости,... ...а взывать к справедливости кажется ему пустой тратой чувств. Он никогда не позволит чужому страданию... нарушить его спокойный сон. Он думает, что в чужих и в своих собственных глазах он — никакой. Это единственное условие, при котором он может жить, иначе он бы сломался.

## В ролях
- Макс фон Сюдов — Андреас Винкельман
- Лив Ульман — Анна Фромм
- Биби Андерсон — Эва Вергерус
- Эрланд Юзефсон — Элис Вергерус
- Эрик Хелл — Юхан Андерссон
- Сигге Фюрст — Вернер
- Ингмар Бергман — рассказчик (голос)

## Темы

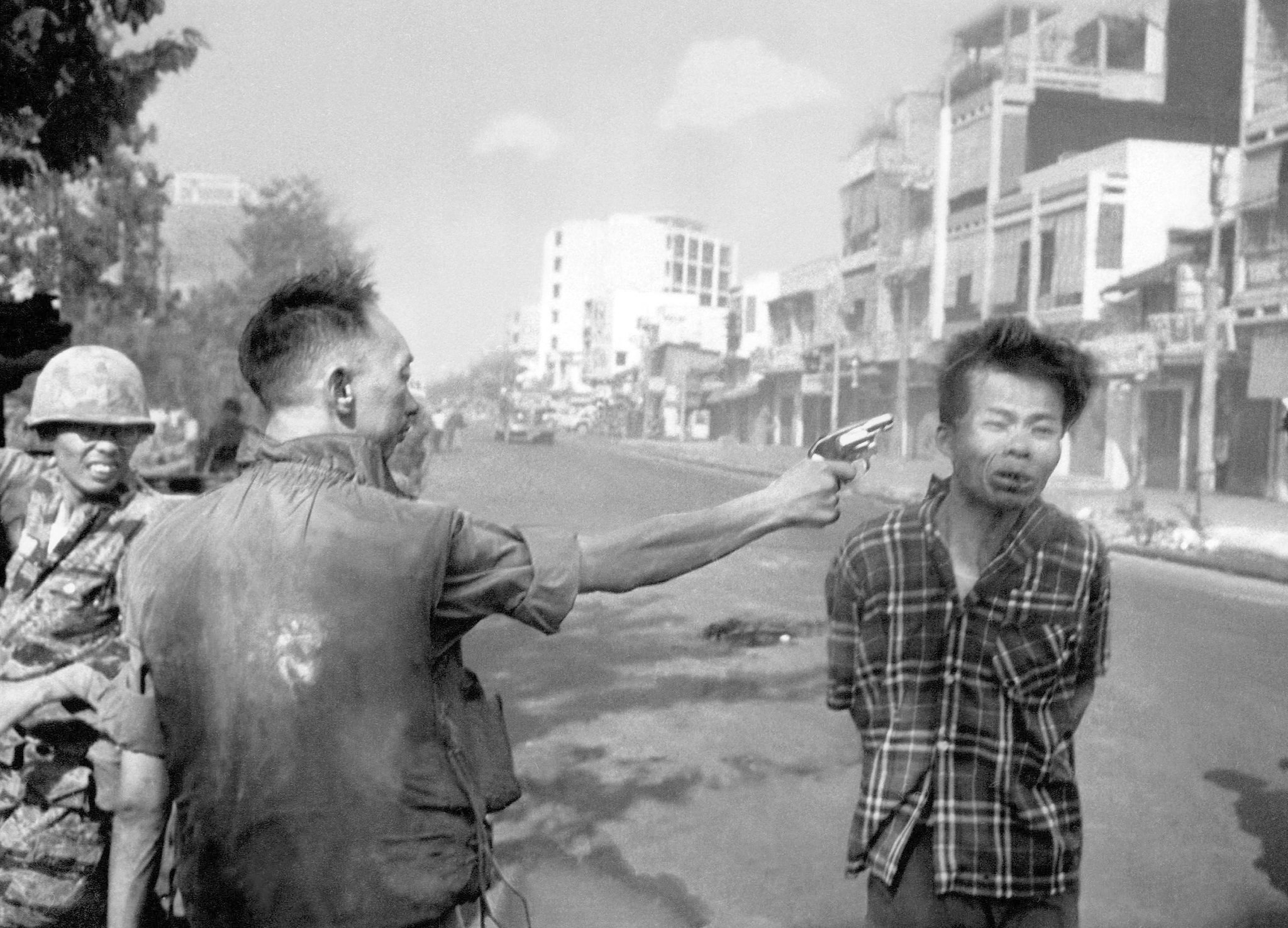
Андреас и Анна, смотря по телевизору, становятся свидетелями того, как генерал Нгуен Нгок Лоан стреляет во вьетнамского партизана

Автор Джерри Вермили писал, что, исследуя «нить насилия, вторгающуюся в повседневную жизнь», «Час волка» (1968), «Стыд» (1968) и «Страсть» (1969) представляют собой трилогию. Помимо участия актёров Макса фон Сюдова и Лив Ульман, эти фильмы связывают между собой образами «художника-беглеца» и затрагивания вопросов и тем вины и ненависти к себе. Также сцена чёрно-белого кошмарного сна Анны, где она плывёт на лодке с беженцами, является отсылкой на финал фильма «Стыд».

## Прием
На Rotten Tomatoes фильм получил 100% одобрения среди 12 критиков, но при этом не считается одним из  лучших произведений Бергмана, хоть и оценки по-прежнему положительные. Сэм Джордисон написал: «Несмотря на то, что ему не хватает лёгкости прикосновения и плавного потока, которые отличает Бергмана в его лучших проявлениях, это все же мощное и глубокое произведение искусства».